# Rafael Minguet y Toussaint
Rafael Minguet y Toussaint (Madrid, 13 de febrero de 1843 — ibíd., 27 de abril de 1920) fue un bibliotecario de Alfonso XIII, de origen francés.

## Servicio en la Real Biblioteca
Entra al servicio de la Casa Real con la Restauración y en 1876 ya fuguraba en la llamada "Ronda Real", (como encargado de la misma), es decir, personal de seguridad que acompañaba a la Familia Real en todos sus desplazamientos, viajes y jornadas reales. Hasta 1893 sirvió en ella. Desde 1893 pasa a ser escribiente primero del Archivo de la Real Casa y Patrimonio. En 5 de noviembre de 1897 solicita ser escribiente primero de la Intendencia de la Real Casa y Patrimonio. En 1904, el 9 de julio, obtiene plaza de oficial segundo de la Real Biblioteca. Por último, en la remodelación que hay en la misma tras la jubilación del veterano José María Nogués, bibliotecario primero, es bibliotecario segundo desde el uno de diciembre de 1918, bajo la dirección del conde de Las Navas, Juan Gualberto López-Valdemoro y de Quesada, bibliotecario mayor. Dominaba el francés y destaca una memoria que realizó de los viajes y jornadas reales de Alfonso XII y hasta fines de 1893, conservada en hojas manuscritas en la Real Biblioteca: Descripción de los viajes, salidas a la guerra, salidas a jornadas, paseos diarios, casamientos y visitas a las poblaciones víctimas de terremotos, calamidades, epidemias etc, verificados por S.M. el Rey Don Alfonso XII (Q.E.P.D.) desde la fecha de su proclamación para Rey de España (28 de diciembre de 1874) hasta la de su muerte... el 25 de noviembre de 1885; [y diario de la familia real hasta 1893]. En 1919 enviuda y pronto enferma, falleciendo en Madrid el 27 de abril de 1920.